# InCulto
InCulto — колишній литовський музичний гурт. У 2010 колектив представляв Литву на пісенному конкурсі Євробачення 2010 у Осло.

## Євробачення
Група вперше брала участь у литовському відборі на Євробачення в 2006 році з піснею Welcome («Ласкаво просимо»), але зайняла на ньому тільки друге місце, значно поступившись поп-групі LT United (згодом зайняла шосте місце на Євробаченні 2006).
4 березня 2010 група знову брала участь у литовському відбірковому конкурсі «Eurovizija 2010», і виграла його з піснею «Eastern European Funk», що надало InCulto право брати участь на Євробаченні 2010. Пісня була виконана в другому півфіналі, і не пройшла у фінал, розташований на 12-ій позиції. Максимальна кількість балів (12) литовський колектив отримав від Ірландії.

## Розпад
Група оголосила про завершення своєї діяльності до кінця січня 2011 року. Вони повідомили про це у статті на Facebook. Вони також вирішили закінчити, випустивши свій останній альбом безкоштовно, який можна завантажити на https://web.archive.org/web/20101201232242/http://www.labas.lt/inculto. У статті йдеться, що вони дуже щасливі з 2010 року і хотіли би зупинитися на високій точці для групи.

## Дискографія
- PostSovPop (2004)
- Marijos Žemės Superhitai (2007)
- Closer Than You Think (2010)

### Сингли
- «Jei labai nori» (з Linas Karalius) (2004)
- «Suk, suk ratelį» (2004)
- «Boogaloo» (2005)
- «Welcome To Lithuania» (2006)
- «Reikia bandyt» (feat. Erica Jennings) (2007)
- «Pasiilgau namų» (feat. Andrius Rimiškis) (2007)
- «Eastern European Funk» (2010)